# Withius hispanus
Withius hispanus är en spindeldjursart som först beskrevs av Ludwig Carl Christian Koch 1873.  Withius hispanus ingår i släktet Withius och familjen Withiidae. Inga underarter finns listade i Catalogue of Life.